# LAMPO-THE HYPERSONIC BOY-
『LAMPO-THE HYPERSONIC BOY-』（ランポ-ザハイパーソニックボーイ-）は、上山徹郎による漫画作品。1996年から1999年まで小学館の『月刊コロコロコミック』及び『別冊コロコロコミック』において連載された。単行本全4巻（小学館版）。

## 概要
『月刊コロコロコミック』1996年11月号より連載を開始した本作は、第1回からセンターカラーで掲載された。単行本はてんとう虫コミックススペシャルとして刊行されたが、単行本第2巻の第9話以降は『別冊コロコロコミック』に移籍しての連載となった。
1999年6月号掲載分をもって連載終了となり、同年5月に発売された単行本第3巻では最終第4巻の発売を「（同年）8月末ごろ」予定とアナウンスしたが、当初の予定を大幅に遅れて2000年4月、書き下ろしや修正が加えられて発売の運びとなった（ただしストーリーの変更はなく、あくまで作画面での修正のみである）。後年のインタビューでその修正のために発売を遅らせていたことが明かされた。
2017年、MANGATRIX（マンガトリックス）より「プレミアム版」（全2巻）と「スタンダード版」（全4巻）の2種で復刊された。

## あらすじ
巻数は小学館版およびMANGATRIXのスタンダード版に準拠。

### 第1巻
エヴリア半島の港町に住む少年ランポは、漁の途中空から落下してきたロボットに護られた少女ヨシノと出会う。彼女はジェファン神国の巫女であり、神国に不穏な事態が発生しているらしいこと、エヴリア半島には神国所縁の人物がいるらしいことを語る。やがてヨシノを追って神国ロボットキリンジが現れる。一方的にランポを攻撃してきたキリンジに、ランポは戦闘能力を顕現させこれを打ち破る。
ヨシノは彼女を連れ出した侍従タイホウの真意を確かめねば神国には帰れないと語るが、ヨシノを連れ戻すため半島に神国軍隊がやってくる。ランポと半島の人々はヨシノの意思を尊重するが、無垢な少女によってヨシノの居所は露見してしまい、神国ロボットマスラオが迫る。そこへランポの養父である爺ちゃんが駆けつけ、「ヨシノを絶対に渡すな」と言ってランポたちを逃がす。マスラオは爺ちゃんが神国陸軍軍師で伝説の武人スサノオであることを見破るが、スサノオはヨシノの自由を護るため武器を取る。
一騎討ちの結果スサノオは斬殺されてしまう。逃走していたランポたちもマスラオに捕捉され、ヨシノは神国へ連れ戻された。ランポはヨシノを救出することを誓い、スサノオの遺言に従って半島中央のマルヴァ村へ神国人ツクヨミに会いに行く。一方マスラオはヨシノの勾玉が消失していることに気づく。

### 第2巻
ツクヨミの元へ向かうランポは途中、勾玉を追ってきた神国ロボットアケボノの襲撃を受ける。苦戦するランポの前に彼と同じく戦闘能力を顕現させた少年、ローズが現れアケボノを瞬殺する。彼はツクヨミの元に居た。ツクヨミはランポに、自身がかつて人造人間の製造を行っていたこと、彼らもまた人間であることに気づいたため神国を脱出したことを語り、ヨシノ救出のためローズをランポの戦闘指南役に任ずる。
神国に戻ったヨシノは、当代木花開耶媛（このはなさくやひめ）シロタエに出会い、神国の神であるフガクの神秘に接する。それは霊峰フガクに赴き電磁波となったフガクの託宣を感受することで、神国の科学技術を驚異的に飛躍させる「巫術」と呼ばれるシステムであり、やがて自身が引き継ぐべき任務であった。巫術の途中、電子異化体に浸潤されるトラブルが発生しシロタエは生命の危機に瀕するが、駆けつけた神国ロボットウンリュウに救われる。
一方ローズと共に修行に励むランポは、再び勾玉を追って現れた神国のロボットカシワドの襲撃を受ける。ランポは苦戦するが勾玉と共鳴し、カシワドを撃破した。
神国首都統京の南端に位置する夢界島はかつて特定人種の隔離地域であり、現在も涯人と呼ばれる移民の街であった。そのため同地域は外国人に対する出入国管理が甘く、ランポとローズはここから神国に潜入する。ここでは飛行単車を乗り回す暴翔族が幅を利かせていたが、その頭目の少女ツバサは神国ロボットサカホコに襲われてしまう。そこに現れたローズはツバサたちの単車を借り受けることを条件に、サカホコを爆破する。ランポはその単車で首都統京へ向かい、ローズは暴翔族たちの元へ残る。
神国内閣総理大臣ヤスミはロボットを動かし大掛かりな建設作業に専念していた。彼の意によってマスラオはシロタエから遠ざけられ、師ライデンから神国内部に異変が起きていることを教えられる。
統京へ潜入したランポは勾玉を手がかりにヨシノの居所を探るが、訪れた部屋に居たのはシロタエだった。

### 第3巻
夢界島では島から統京へ電力や情報をビーム転送する装置、鳥居を島の発電機関わだつみに設置する作業が進んでいた。転送のため給電制限を強いられた島では、抗議活動が激化しツバサの暴翔族仲間、ギガントもそれに参加する。救援に向かったツバサとローズは神国ロボットシラヌイに襲われるが、逃走に成功する。
シロタエに出会ったランポはひと時の遊戯の後、ヨシノの元へ辿り着く。脱出に成功した二人の元へマスラオが現れるが、ヨシノは忠烈無比な彼をぶちのめせ、とランポに言い逃走する。突如給電制限が始まり、暗夜の中で肉弾戦に臨むマスラオはランポの圧倒的な能力に驚嘆し、ランポとヨシノの間にあるものを探ろうとする。戦闘の最中、転送電力を受けた統京タワーに異変が起こりフガクの極光が表れ、正体を探るためにマスラオはランポと別れる。その際ランポは、忠義心ゆえにヨシノに拒絶され悲嘆に暮れるマスラオに「ヨシノはマスラオのことを嫌ってはいない」と語る。ランポはヨシノと再会し、夢界島へ戻る。
統京タワーへ向かったマスラオは、ヤスミの陰謀によりシロタエがタワー内部のフガクに取り込まれたことを知る。シロタエとヨシノに絶対の忠誠を誓っているマスラオは、シロタエを犠牲にしたヤスミに反発しヤスミを護るウンリュウと激突する。敗れたマスラオは一時退却するが、シロタエを取り込んだフガクはついに覚醒する。
ヤスミの意のままに動くフガクは佳句爆弾を発射し、神国国民を恐怖に陥れる。夢界島でこれを観たヨシノはフガク打倒を決意、潜入用の単車を借り受けるためツバサと単車レースを行う。神秘的な能力を発現したヨシノはレースに勝ち、マスラオとも再会を果たす。

### 第4巻
フガクの脅威に戦く神国国民は統京脱出を図るが、神国ロボットに排除される。ロボットたちは国民はフガクがもたらす佳句の下の平和と繁栄を享受するべき、即ち弱者たる国民は惰弱と諦念の中での安寧を貪るべきだと説いた。
それぞれの準備が整い、ついにランポたちが統京へ向かう時が来た。ランポとマスラオはフガクへ、ローズは電力供給ルートを押さえるためわだつみへ向かう。ローズはわだつみでシラヌイに再会し、シラヌイはローズの正体がかつて神国で製造された人造人間であることを見破り、互いの存在理由からの決闘を挑む。一方マスラオとランポはキヨクニの襲撃を受け、ランポを先にタワーへ向かわせたマスラオはキヨクニを破るが、ウンリュウと再会する。ローズは頭脳戦でシラヌイを破り、マスラオは揺ぎなき正義の意志でウンリュウを撃破する。ウンリュウはフガクを破壊しては人には生きる価値がなくなるというが、マスラオは生きることに価値は必要ないと説く。
ランポは単独でフガクへ潜入し、ヤスミに会う。ヤスミはフガクこそ全人類が崇拝するべき完全なる神であることを語るが、ランポに殴り飛ばされる。ヤスミはフガクの美少女形態を発現させ、ランポに対峙する。それはフガクの力の本質であった。フガクは託宣を通して国民に科学技術の飛躍的な繁栄と武力による平和をもたらし、その代償として自身の顕現を獲得していたのである。即ちフガクの存在は神国の存在そのものであった。ヨシノはわだつみの転送ルートを通してフガクに深く同調し、そこでシロタエの記憶を見る。
駆けつけたマスラオはフガクを腐った人形と見做すがフガクに吸収されてしまう。そこへわだつみの転送ルートを通してヨシノが現れる。自分を逃がすよう望んだのはシロタエであり、タイホウは自分たちを守るためにそれを引き受けてくれたのだ。マスラオは復活し、ヨシノによってフガクは破壊される。ヤスミはヨシノを捕らえ、フガクと一体化させて復活を目論むが、ランポの一撃によって倒される。
数年を経て、ランポたちは海辺で漁を行って暮らしていた。神の居ない世界で、再び静かな平和が訪れたのだ。

## 登場人物
ランポ
エヴリア半島の港町に住む漁師の少年。13歳。非常に高い身体能力を持つ。本人は気づいていないが、その正体はスサノオとツクヨミが軍事目的のために巫女の細胞から作り出した人造人間計画の産物の一人である。戦闘中や怒りなどの興奮状態になると頬に不思議なマークが現れる。スサノオと同じく『電撃使い』（ストリーマー）の能力を微弱ながら持つ。ヨシノと出会い、連れさらわれた彼女を助けるための戦いの中で自分の力や素性、世界について知っていき、スサノオの遺志を継いでいく。
ヨシノ
ジェファン神国の次期木花開耶媛。フガクの電磁波を託宣として数値化できる能力を持つ。そのため神国及びその科学技術の恩恵を受ける国々において非常に重要な役割を担う。侍従であるタイホウによってエヴリア半島へと逃されたことでランポと出会い、一時は平穏に暮らしていたが、やがて神国軍によって連れ戻されてしまう。しかしランポ、シロタエとの出会いから自らの意思でフガクを破壊することを決意する。
彼女もまた巫術のために生み出された人造人間である。そのためか性格はどこか能天気で心優しく、寝ぼすけで大食い、また本土では飛行単車に乗ったこともあるなどやんちゃな部分もあり、どこかシロタエと似た雰囲気を持っている。最終決戦では格闘技や、背中に翼を生やして浮遊するなどの姿も見せたが、数年後の成長した姿では額に浮かんでいた紋様も翼も消えていた。
ローズ
マルヴァ村にツクヨミと共に暮らす少年。ランポ同様、高い身体能力を持つ人造人間である。性格はニヒルでクール、積極的に事件にかかわろうとはしない。その反面、興味深いと思ったこと（その対象はランポやツバサといった、行動的な人間の言動であることが多い）に対しては徹底的に追及する姿勢を持つ。ランポと行動を共にすることで少しずつ彼が人間性を取り戻していくのがわかる。『風使い』（セラフィック）の能力を持ち、ランポよりも早く戦闘の中で使いこなしていた。最終決戦では因縁の相手であるシラヌイと死闘を演じる。
スサノオ
ランポと共に暮らしていた老人。本名は出雲悟郎（イズモゴロウ）。ランポには語らなかったが、元は神国軍師で「アームマスター」スサノオの尊称を受ける武道の達人であった。ツクヨミに誘われ軍事目的による人造人間の開発に着手、武術の指導を担っていたが「人造人間もまた人間である」ことを悟り、研究成果と共に神国を失踪した。なお、その成果こそがランポとローズである。ランポ達を神国軍から逃がすべく、自分のことを尊敬していたというマスラオと戦うが、彼に斬殺されてしまう。
彼の遺した「必要なのはひとつ、己を信じること―。」という言葉はランポだけでなくマスラオにも強烈な影響を与えた。
ツクヨミ
ローズと共に暮らしていた老人。本名は梁伊怜（ヤナイレイ）。元は神国医師でウィッチマスターツクヨミの尊称を受ける医学と科学の天才であった。人造人間開発の計画責任者に任ぜられ、スサノオと共に研究にあたるが同様に失踪した。外見はレイ・ハリーハウゼンをモデルにしており、本名にもその痕跡がある。
シロタエ
ジェファン神国の当代木花開耶媛。30代半ば。意外にもテレビゲーム好きな一面を持ち、しょっちゅう衛士の護衛を抜け出しては徹夜で遊んでいるらしい（本人の弁は「震電堂（メーカー）が悪い」）。ヤスミとは浅からぬ因縁がある。タイホウに命じヨシノを神国から脱出させた。ランポのことを知っており、年齢差を考えると自身の細胞をスサノオたちの人造人間開発に供出した（させられた）可能性があり、そうするとランポとは擬似母子に当たることになる。またヨシノとはその元となる脳細胞が同じであるため、疑似姉妹ともいえる。
ヤスミの手によりフガクに同化させられ消滅してしまったが、その野望に気づいてヨシノを逃しランポと出会わせたことで、結果的に二人を救ってヤスミの野望を打ち砕いた。
ヤスミ
ジェファン神国内閣総理大臣。本名は八角唯明（ヤスミタダアキ）。神国には国家元首に該当する人物が存在しないため、実質的な国家の最高権力者。かつてはロボット研究に貢献した有能な科学者であったが、（「ちっぽけな挫折」のためか）政治家に転身。総理就任後ロボットの重要性をさらに向上させているが、実際は複数のロボットと公権力を私物化している。フガクを人類が帰属すべき究極の偶像（神）であると盲信し、全権力を挙げてその復活に固執する。
イトウ
神国軍人で階級は提督。軍人としてはいささか不謹慎であるが、娘のことを何よりも思う父親らしい一面を持つ。なお、職務中にはかつらを着用している。登場当初から情けなさが目立つ人物であったが、フガクの出現、ツバサとの再会を期に娘と和解し、娘のやろうとしていることを父として応援し、見届けるためにランポたちと共闘する。作中では50歳で、来月に51歳になる。
ツバサ
夢界島に住む暴翔族のリーダー。15歳（作中で16歳の誕生日を迎えた）。本名はイトウツバサ。神国軍人のイトウの娘である。活発な性格で行動力に富み、夢界島には父との確執による家出でやって来た。そのため仲間たちからは信頼されつつも、本土人であることから衝突することもあり、時として疎外感を抱いている。単なる暴翔族のリーダーであったものの、ローズとの出会いからランポたちの一派と深く関わっていくことになる。作者は藤子・F・不二雄のファンであり、名前はドラえもんのキャラクター「伊藤翼」を借用している（「伊藤翼」自体は伊藤つかさに由来する）。
ギガント
ツバサの暴翔族仲間。ツバサとは価値観の違いや些細なことにより、よく衝突することがあるが、根は善人。なお「ギガント」はギリシア神話に登場する巨人族のこと。
パイソン
ツバサの暴翔族仲間。本土人のツバサを仲間として受け入れてはいるが、よく貧乏くじを引かされてしまう。なお「パイソン」はギリシア神話に登場する大蛇で、ニシキヘビのこと。
ナップ
ツバサの暴翔族仲間。主にバックアップを担当。なお「ナップ（nap）」とは英語で「昼寝」のこと。
アエリ
ツバサの暴翔族仲間。明るい性格の持ち主。
スギモリ
神国軍人で三尉の位にあった。本名はスギモリケイ。幼い子供を騙してしまったこと、スサノオが死んだことで軍人としての任務に疑問を抱き、職を退く。その後は負傷したマスラオを回収し、マスラオと行動を共にする（その理由はマスラオに好意を抱いていたから）。マスラオに存在意義などなくても生きていけると語り、意識を改めさせた。マスラオとは夫婦のような、時には姉と弟のようなコンビ。
エビス
夢界島の区長。島の給電制限について明確な説明をしないヤスミに不信感を抱いていたが、フガクの覚醒を機にヤスミの真意を問いただすべく、抗議と調査のため本土に乗り込むことを決意。だが本土に向かう途中、海上でフガクの「佳句爆弾」が炸裂するのを目の当たりにし、爆発に巻き込まれ消し飛んでしまった。

### 神国ロボット
高度な科学技術力を誇るジェファン神国では人造人間研究が頓挫した後、主に軍事的にロボットを利用している。彼らは疲労や苦痛を抱かず、勇気、忠誠心、意志という戦士の気性において完璧な存在であり現在では国防の要として活躍している。性能によって特等>一等>二等に分類され、陸、海、空軍のいずれかに所属もしくは総理直属で勤務に当たっている。なお、巫女を護衛する衛士にはロボットしか就任していない。
彼らはSF作品に多く見られる「ロボット工学三原則」を踏まえたタイプのロボットではなく、極めて人間的な性格を持つ。ヒーロー型の主人公としてはステレオタイプな性格のランポやあまり活躍の場がなかったローズに比べ、「武士の性」という人間以上に人間らしい性格を有しそれぞれの信念に殉じて行動する彼らは、単なる「ロボット」という概念を超え、作中でも有数の魅力的なキャラクター群である。それぞれが誇らかな名乗りと共に現れる姿は、読者の緊張感を高めるおなじみの演出となった。なお、それぞれの名称は実在の力士の四股名に由来する。
マスラオ
神国海軍特等衛士。「鉄腕のマスラオ」。剣術と格闘において高度な戦闘能力を誇る。愚直なまでにシロタエとヨシノに忠義を誓い、その忠誠心こそが彼の存在理由のすべてだった。スサノオを殺してしまった際、彼の言葉で迷いを振り払い、ランポと戦うことになる。シロタエを失って後にはスギモリとの会話を経て「生きることに価値は必要ではない」と悟り、フガクの破壊を決意する。
当初は鎧武者のような風貌であったが終盤あたりで外装を外した人間スタイルになる。
ウンリュウ
内閣総理大臣直属衛士。「繊魄のウンリュウ」。最高峰の戦闘能力と知能を誇る。ヤスミの片腕としてフガクの復活に貢献。フガクの力の本質に気づいており、フガクの元で生きることが人類にとって最高の幸福であると考えているためマスラオと対立する。『氷使い』（ヘキサゴン）の能力を持つ衛士の中のリーダー格。その実力は圧倒的で、外殻を失った不完全な状態とはいえ一度はマスラオを下すほど。
マスラオとの最終決戦においても「人間の弱い部分を乗り越える揺るぎなき意思の結晶こそがロボット」という自らの信念をぶつけあった末、信じる神すら亡くした世界で弱い人間は生きられるのか、生きる価値があるのかと問い、マスラオの答えを聞いて撃破された。
タイホウ
衛士。シロタエに忠誠を誓い、死を賭してヨシノを神国から脱出させる。活動限界まで飛翔し続け、ランポのもとにヨシノを届けた後に爆発、海中に沈んだ。その外装の一部は遺体としてランポの故郷に埋められ、ヨシノによって墓を作られた。
終盤、シロタエに「子供たちを頼みます」とヨシノとランポのことを託されたことが決死の行動の理由として明かされ、二人の意思がヨシノにフガク打倒の力を与えた。
キリンジ
神国海軍二等衛士。「駿足のキリンジ」。タイホウとヨシノを追ってエヴリア半島に襲来。亀に似た四足歩行型で飛行能力と機動闘技に秀でる。初めてランポと接触した衛士で、交戦の結果敗れた。その後は軍によって回収、修復されている。
マスラオ同様巫女に忠誠を誓っており、ヤスミの方針に疑問を感じており、終盤では「媛が見込んだ男」であるランポにヨシノを託す。さらにマスラオへ望みを託し統京タワーから脱出させるものの、ウンリュウの怒りを買い破壊されてしまった。
ライデン
元衛士。神国初の実働型ロボットで「掌裡効果（パームイフェクト）」と呼ばれる特殊能力を発現し、ロボットの軍事利用の可能性を飛躍的に増大させた。マスラオたち現代の衛士にとっては偉大な先輩でもあり、伝説の存在。現在は衛士の任を退き、アームマスタージュウベエ柳生密厳に仕えている。他にも任務があると述べ、作中で起こっている戦いには関わろうとしていない。
シラヌイ
内閣総理大臣直属衛士。「雄魂のシラヌイ」。ウンリュウと並んでヤスミに貢献。最高レベルの戦闘能力を持ち、戦いこそが自身の存在証明であるという、他の衛士とは違った考え方の持ち主。夢界島の発電施設において宿命すら感じるローズと死闘を繰り広げるが、風だけでなく氷をも組み合わせて幻影を使ったローズの起死回生の策に敗れ、最後は満足に散った。『炎使い』（パルサー）の衛士。
アケボノ
神国海軍二等衛士。「猛襲のアケボノ」。ヤスミの命を受け、勾玉を追ってランポを襲撃。ことわざが好きらしく、自らを「神国の先端科学」と信じて疑わない。「六手回殺法（カーリーズダンス）」という６本の伸縮自在の腕でランポを撃破したが、見かけ倒しだったようでローズにあっさりと破られてしまい、哀れな最期を遂げた。
カシワド
神国海軍一等衛士。「灼熱のカシワド」。アケボノに続き勾玉を追って登場。高度な戦闘能力でランポとローズを追い詰めたが、勾玉に共鳴したランポに敗れる。
サカホコ
神国海軍二等衛士。「衝撃のサカホコ」。夢界島の人々を劣等民族と見下し、フガクの叡智たる科学技術を濫用した暴翔族を不快に感じている。飛行機のようなスタイルのロボット。
接触事故としてツバサを始末しようとしたが、たまたま通りかかったローズにあっさりと敗れた。
アサシオ
神国海軍衛士。水中から頭部のみを出していたため形状は不明だが、潜行して活動できると思われる。
ヤスミの政治指針に反発している。スギモリのマスラオへの気持ちに気づき助力する。
コニシキ
神国陸軍二等衛士。「激震のコニシキ」。フガクの力を理解しており、フガクに脅威し統京を脱出しようとする都民に立ちはだかった。
キリシマ
神国陸軍二等衛士。「幻影のキリシマ」。アメリカかぶれでノリが軽く、自分では今いちばんイケてると思っているらしい。光の屈折率を操って姿を消す能力を持つ。
最高峰の能力を保持しているが、口の多さが災いしてローズにあっさりと敗れた。その能力はシラヌイとの対決に応用された。
キヨクニ
神国空軍一等衛士。「烈風のキヨクニ」。統京上空の防衛を担う空の戦士。コニシキと共に都民の前に立ちはだかる。自らの能力を過信し、マスラオに敗れた。

## キーワード
ジェファン神国
総面積37万平方キロ、海洋列島に領土を構える自称「神立国家」。南方からの移民によって建国され、高度な科学力と軍事力でわずか100年足らずの内に大国に成長した。現在では人類の消費電力の実に90%を供給する、世界の覇権国家である。フガクの叡智によってそれら科学技術を導入しているが、そのシステムには秘密が多い。
フガク
神国の繁栄を支える知恵の源。かつては実体として存在していたらしい「神」。巫女と呼ばれる女性がその叡智を感受でき神国に劇的な発展をもたらしたが、しかしそれは自身の復活のために与えた知恵の果実であった。フガクは人間の存在そのものを利用して現れた神であり、フガクなくして繁栄と平和を獲得できない人類と同一化した存在である。ヤスミによってフガク美少女形態が顕現するが、それはフガクの力の本質であると共に「ファン」の存在を利用することによって自身の存在が成り立つアイドルという概念の戯画化でもある。その美少女形態は白黒の2体が登場し、黒の個体はハート型のゴーグルで目を隠し、胸部（乳房）と臍などの露出のある黒主体のコスチュームで、白の個体も円形の仮面状のもので目隠しをし、臍を中心に露出の多数ある白主体のコスチューム、両個体ともマイクを所持している。また、再生能力を持ち、戦闘により身体の一部が破損・欠損しても瞬時に元通りに回復する。
巫女
フガクの叡智を感受できる特殊能力を保持した女性たちの総称。実際に巫術を行う巫女を木花開耶媛と呼ぶ。初代の巫女は「早座（サクラ）」と呼ばれる女性であり、以後の巫女はサクラの脳細胞を利用した人造人間である。フガク復活のためにはシロタエとヨシノのどちらでも構わないとの描写がある。
公転発電機（カレンダー・ドライヴ）
太陽系を回る各惑星から生じる「ゆらぎ」を動力源とする発電機。一度稼働すれば、まず停止することのない半永久機関である。首都「統京」にある最大のドライヴ“統京タワー”や、夢界島の“わだつみ”など、神国各地に設置されているが、発電能力には格差があり、臨時に大量の電力が必要になった場合には他の地区のドライヴから転送する。
人造人間
フガクの叡智によって生み出された科学技術の一つ。巫女はサクラの脳細胞を用いて生み出される人造人間であり、その製造技術は神国100年の歴史において比較的早期に確立されていたようである。
一方で神暦70年代中頃、軍事転用が計画された。卵細胞を人工的に育成し、その課程で遺伝情報に手を加え特殊能力を発現した超人を生み出そうとするものである。担当者の失踪と共に計画は頓挫、代わってロボットの研究、開発が急ピッチで促進された。なお既に人造人間の製造その物は成功していた。
ロボット
神暦60年代後半から統京大学教授、森正児によって開発が進められていた新技術。90年代以降、森教授の弟子で政治家に転身した八角唯明によって軍事目的の利用が促進され、96年に試作機が完成。以後約10年のうちに国防の要となるほど急速な発展を遂げた。体力と気力に限界を有する人間と異なり、特に気力において不滅、絶対であることが軍事利用に有効であったとされている。
中枢である電子脳「髄晶（セレブロック）」の主要素材が天然資源であり、材質に性能が左右されやすく、「蓮華盤（ロータス）」を用いた機体制御「力場体（イーサ・ボディ）」とその副産物である特殊能力「掌握効果（パームイフェクト）」も発現するかどうかは不確定で、掌握効果を発現した機体以外は科学兵器やギミックを用いた活動を主とする。
掌握効果（パームイフェクト）
力場体の効果範囲が機体外部に拡張されたことで発現する特殊機能。ボディから離れた場所の分子運動を制御すると言われているが、原理自体は完全には解明されていない。

## 単行本
単行本化に際して原稿の修正が行われたり、雑誌連載時に記載のなかった各話サブタイトルが表記されるなどの差異が見られる。最終第4巻には冒頭に書き下ろしとして作品世界内の雑誌記事を抜粋したという設定の「特集 神国ロボットの基礎知識」なるロボット開発史が掲載された。なお第1巻第4話のみ雑誌掲載時には2か月にまたがったストーリーを1話にまとめている（単行本115頁 - 133頁と134頁 - 155頁）。
小学館版
- 上山徹郎『LAMPO-THE HYPERSONIC BOY』〈てんとう虫コミックススペシャル〉
  1. 1997年5月発行、ISBN 4-09-149311-4
  2. 1998年9月発行、ISBN 4-09-149312-2
  3. 1999年6月発行、ISBN 4-09-149313-0
  4. 2000年5月発行、ISBN 4-09-149314-9

2017年には、MANGATRIX（マンガトリックス）より復刊された。連載誌や小学館版の単行本（A5判）よりも大きいB5サイズ。カバーイラストは新規に描き下ろされた。
MANGATRIX版
- プレミアム版（ハードカバー、全2巻）
  1. プレミアム版［I］黒、2017年11月、ISBN 978-4-909185-02-0
  2. プレミアム版［II］白、2017年11月、ISBN 978-4-909185-03-7
- スタンダード版（ソフトカバー、全4巻）
  1. 2017年11月、ISBN 978-4-909185-04-4
  2. 2017年11月、ISBN 978-4-909185-05-1
  3. 2017年11月、ISBN 978-4-909185-06-8
  4. 2017年11月、ISBN 978-4-909185-07-5